# Mea culpa Tour
Il Mea culpa Tour è il primo tour ufficiale del rapper italiano Clementino che lo ha visto esibirsi in varie città d'Italia al fine di promuovere il suo disco Clementino, uscito il 28 maggio 2013.
Anticipato dal Mea culpa Summer Tour, tour estivo partito il 10 luglio 2013 da Ercolano e terminato il 28 settembre successivo a Salerno, il tour è partito dall'Alcatraz di Milano il 3 dicembre 2013. Durante lo svolgimento dello stesso Clementino è stato affiancato dal suo DJ ufficiale, Tayone.

## Descrizione
Il concerto è stato costruito interamente da Clementino e DJ Tayone. La scenografia consiste in un divano posto sulla sinistra del palco, un finto muro di mattoni posto al centro del palco (sul quale verranno proiettate tutte le animazioni) e una console per disc jockey posta sulla destra. Tra una canzone e l'altra, Clementino lascia spazio all'improvvisazione e all'intrattenimento, improvvisando ad esempio un Harlem Shake oppure sfidandosi da solo in freestyle.

### Scaletta
Nonostante in alcune parti il concerto fosse improvvisato, la scaletta dei brani da cantare era essenzialmente la seguente:
1. Amsterdam
2. Rovine
3. Ci rimani male
4. Che hit/È normale
5. Alto livello
6. Medley Buenos Aires/Napoli / Aquila reale / Dalle palazzine
7. Fratello
8. Mea culpa
9. Gioventù bruciata
10. La luce
11. Chimica Brother
12. Ops! (inedito con The Night Skinny)
13. Quei bravi ragazzi
14. Bomba atomica
15. Senza pensieri
16. Smoke
17. La mia musica
18. Funk e TheRivati
19. Pianoforte a vela
20. Animals
21. L'età re' tass' / 'O cazone largo
22. Risata di una I.E.N.A.
23. Capocannonieri (eseguita insieme a Rocco Hunt)
24. 'O mar e 'o sole (eseguita insieme a Rocco Hunt)
25. Harlem Shake
26. Clementino vs. Iena White
27. Toxico
28. Clementonik
29. 'O vient

## Tappe
- In tutti gli spettacoli del tour, Clementino è stato accompagnato da DJ Tayone.

| Anno | Giorno      | Città              | Luogo                    | Ospiti                      |
| ---- | ----------- | ------------------ | ------------------------ | --------------------------- |
| 2013 | 3 dicembre  | Milano             | Alcatraz                 | - Ensi - Kiave - Rocco Hunt |
| 2013 | 5 dicembre  | Roma               | Orion Club               | - Rocco Hunt                |
| 2014 | 28 febbraio | Napoli             | Palapartenope            |                             |
| 2014 | 13 marzo    | Firenze            | ObiHall                  |                             |
| 2014 | 15 marzo    | Pinarella          | Rock Planet              |                             |
| 2014 | 21 marzo    | Rende              | Fabrik Music Hall        |                             |
| 2014 | 22 marzo    | Modugno            | Demodé                   |                             |
| 2014 | 29 marzo    | Foggia             | Domus Disco Dinner       |                             |
| 2014 | 30 marzo    | Roma               | Il Circolo degli Artisti |                             |
| 2014 | 4 aprile    | Licata             | Pala Marconi             |                             |
| 2014 | 5 aprile    | Palermo            | Country Club             |                             |
| 2014 | 11 aprile   | Castel di Sangro   | Pala Sport               |                             |
| 2014 | 12 aprile   | Nonantola          | Vox                      |                             |
| 2014 | 25 aprile   | Moncalieri         | Audiodrome               |                             |
| 2014 | 26 aprile   | Fontaneto d'Agogna | Phenomenon               |                             |

### Mea culpa Summer Tour

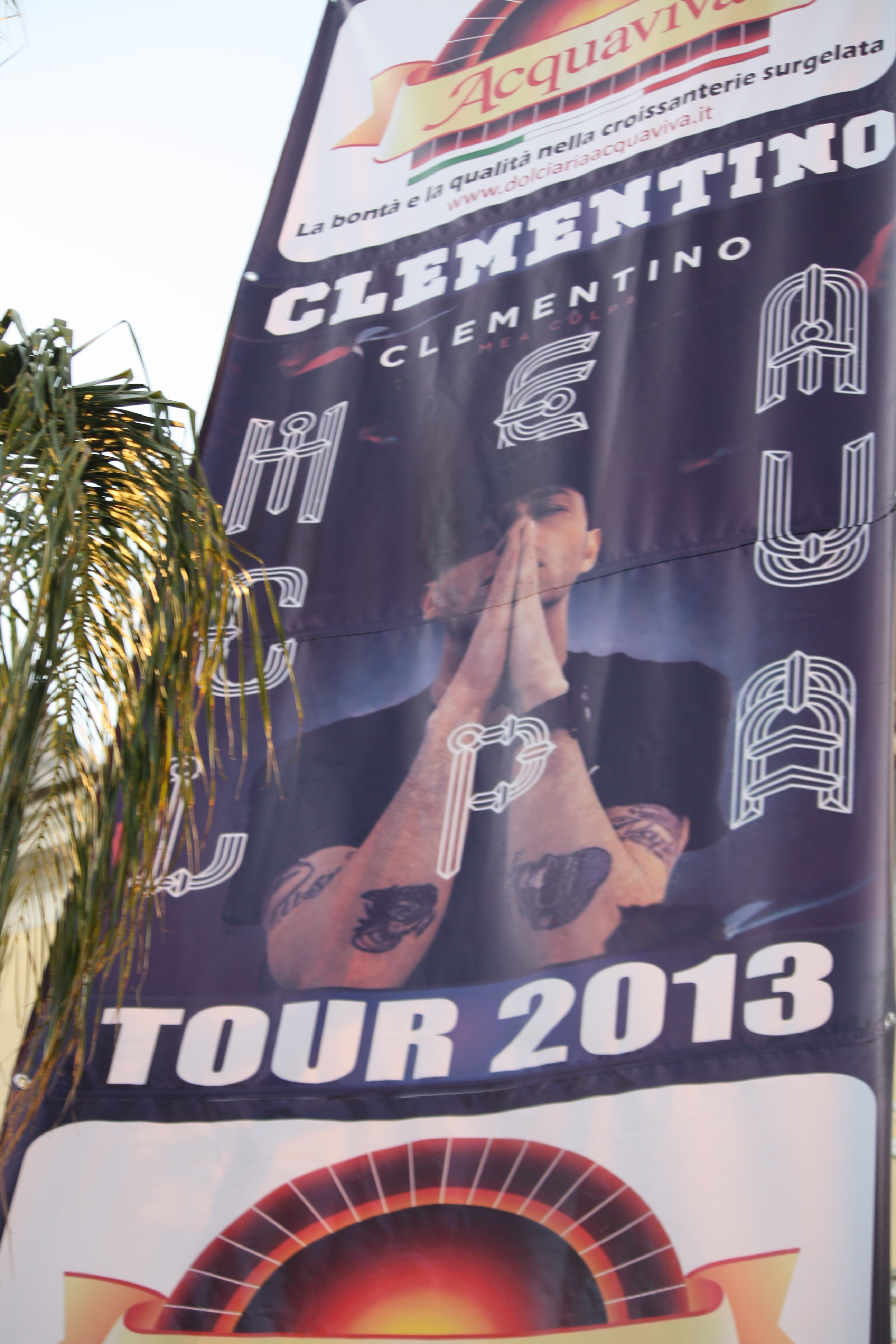
Manifesto che pubblicizza il Mea culpa Summer Tour.

- In tutti gli spettacoli del tour, Clementino è stato accompagnato da DJ Tayone e Rametto.

| Anno | Giorno       | Luogo                | Location                       | Artisti ospiti                                                                                   |
| ---- | ------------ | -------------------- | ------------------------------ | ------------------------------------------------------------------------------------------------ |
| 2013 | 10 luglio    | Ercolano             | Vesuvio Expo' - Complesso Zeno | - Francesco Paura - Rocco Hunt                                                                   |
| 2013 | 25 luglio    | Caserta              | Piazza Matteotti               | —                                                                                                |
| 2013 | 8 agosto     | Sangineto            | Castello Music Club            | - DJ Snatch - Kiave                                                                              |
| 2013 | 11 agosto    | San Lorenzo Maggiore | Piazza Roma                    | - Shark Emcee                                                                                    |
| 2013 | 14 agosto    | Gizzeria             | B-Club                         | —                                                                                                |
| 2013 | 7 settembre  | Cimitile             | Piazza Conte Filo della Torre  | - TheRivati                                                                                      |
| 2013 | 9 settembre  | Francolise           | Sant'Andrea del Pizzone        | —                                                                                                |
| 2013 | 28 settembre | Nocera Inferiore     | Piazza Gabola                  | - Rocco Hunt - Ntò - Kapwan - DJ Snatch - Hidden Trippers - Emiliano Bozzetto - Gaetano Apicella |